# Кантримэн
«Кантримэн» (англ. Countryman) — ямайский независимый художественный фильм 1982 года, поставленный режиссёром Дики Джобсоном. Согласно заключительным титрам, фильм посвящён Бобу Марли, слова и музыка которого послужили вдохновением для его создания.
Фильм принимал участие в кинофестивале в Таормине (Taormina International Film Festival).
Саундтрек к фильму состоит в основном из песен Боба Марли и The Wailers, но присутствуют и другие известные регги-исполнители, такие как Ли Перри, Toots and the Maytals, Aswad.

## Сюжет
Кантримэн живёт в труднодоступных ямайских дебрях, питается за счёт джунглей и рыбалки. Он полностью отрешён от цивилизации и это его осознанный выбор, его философия. Однажды его размеренную жизнь нарушает небольшой самолёт, который терпит крушение неподалёку от его жилища. Он отправляется на помощь. В самолёте оказывается молодая американская пара. Кантримэн оказывает им первую помощь и размещает у себя. Позже во время посещения города Кантримэн узнаёт, что армией и полицией на американцев устроена охота. Некоторые политики хотят набрать себе очков перед выборами, поймав «агентов ЦРУ». Кантримэн успешно прячет американцев в джунглях. Тогда власти объявляют за американцев награду. Их начинают искать теперь уже и местные крестьяне, давние знакомые Кантримэна. Кантримэн решает во что бы то ни стало помочь американцам, но теперь против него не только враги, но и друзья.

## В ролях
| Актёр              | Роль              |
| ------------------ | ----------------- |
| Кантримэн          | Эдвин Лотан       |
| Кристина Сент-Клэр | Бью Портер        |
| Хирам Келлер       | Бобби Ллойд       |
| Карл Брэдшоу       | капитан Бэнхли    |
| Бэйзил Кин         | полковник Синклер |
| Фреши Ричардсон    | Мосман            |
| Джамэн             | камео             |
| Ди Энтони          | мистер Портер     |